# ثوروك
ثوروك هي منطقة إدارية في مقاطعة إسكس، شرق إنجلترا. تدار المدينة من قبل مجلس ثوروك. هي جزء من منطقة التجديد داخل منطقة إعادة تطوير بوابة التايمز.

## المناخ
يظهر الجدول التالي التغييرات المناخية على مدار السنة لثوروك:
| البيانات المناخية لـثوروك         | البيانات المناخية لـثوروك | البيانات المناخية لـثوروك | البيانات المناخية لـثوروك | البيانات المناخية لـثوروك | البيانات المناخية لـثوروك | البيانات المناخية لـثوروك | البيانات المناخية لـثوروك | البيانات المناخية لـثوروك | البيانات المناخية لـثوروك | البيانات المناخية لـثوروك | البيانات المناخية لـثوروك | البيانات المناخية لـثوروك | البيانات المناخية لـثوروك |
| الشهر                             | يناير                     | فبراير                    | مارس                      | أبريل                     | مايو                      | يونيو                     | يوليو                     | أغسطس                     | سبتمبر                    | أكتوبر                    | نوفمبر                    | ديسمبر                    | المعدل السنوي             |
| --------------------------------- | ------------------------- | ------------------------- | ------------------------- | ------------------------- | ------------------------- | ------------------------- | ------------------------- | ------------------------- | ------------------------- | ------------------------- | ------------------------- | ------------------------- | ------------------------- |
| متوسط درجة الحرارة الكبرى °م (°ف) | 8 (46)                    | 8 (46)                    | 11 (52)                   | 12 (54)                   | 16 (61)                   | 18 (64)                   | 21 (70)                   | 22 (72)                   | 18 (64)                   | 14 (57)                   | 10 (50)                   | 8 (46)                    | 14 (57)                   |
| متوسط درجة الحرارة الصغرى °م (°ف) | 5 (41)                    | 4 (39)                    | 6 (43)                    | 6 (43)                    | 10 (50)                   | 12 (54)                   | 15 (59)                   | 15 (59)                   | 12 (54)                   | 10 (50)                   | 6 (43)                    | 5 (41)                    | 9 (48)                    |
| متوسط أيام هطول الأمطار           | 13                        | 11                        | 10                        | 11                        | 8                         | 10                        | 9                         | 5                         | 11                        | 10                        | 9                         | 10                        | 117                       |
| المصدر: Weatherbase               |                           |                           |                           |                           |                           |                           |                           |                           |                           |                           |                           |                           |                           |

## توأمة
لثوروك اتفاقيات توأمة مع كل من:
- مونشنغلادباخ
- بوتسك

## أعلام
- راسيل براي
- لويزا جونسون
- أندي هنت
- سام بيرام